# Henri Milne-Edwards
Henri Milne-Edwards, född 23 oktober 1800 i Brügge, död 29 juli 1885 i Paris, var en i Frankrike verksam zoolog. Han var far till Alphonse Milne-Edwards.
Milne-Edwards studerade medicin och naturvetenskap och blev doktor 1823. Han blev 1862 professor i zoologi och 1864 vicedirektör vid Muséum national d'histoire naturelle i Jardin des plantes i Paris samt medlem av Institut de France. Han var Georges Cuviers lärjunge och en av huvudmännen för den fysiologiska skolan i Frankrike. Tillsammans med ett par andra zoologer återutgav han Jean-Baptiste de Lamarcks berömda verk Histoire naturelle des animaux sans vertébres (elva band, 1835–1845).
Milne-Edwards invaldes som utländsk ledamot av Kungliga Vetenskapsakademien 1842. Han tilldelades Copleymedaljen 1856.